# Goin' Places (singolo The Jacksons)
Goin' Places è un brano scritto da Kenneth Gamble e Leon Huff ed interpretato per la prima volta dal gruppo musicale statunitense The Jacksons nel 1977 nell'album Goin' Places. La canzone fu estratta come primo singolo nel 1977.

## Tracce

### Versione 7"
1. Goin' Places – 3:27 (testo: Kenneth Gamble, Leon Huff)
2. Do What You Wanna – 3:31 (testo: The Jacksons)